# Mimodonta albicosta
Mimodonta albicosta är en fjärilsart som beskrevs av Matsumura 1920. Mimodonta albicosta ingår i släktet Mimodonta och familjen tandspinnare. Inga underarter finns listade i Catalogue of Life.